# Зал славы AVN
Список содержит участников Зала славы AVN (англ. AVN Hall of Fame).
| - Саванна - Scott Lyons - Сека - Шанна Маккалау - Шарон Кейн - Шэрон Митчелл - Steve Drake - Sidney Niekirk - Уильям Маргольд - Тиффани Кларк - Том Байрон - Трейси Адамс - Ванесса дель Рио - Вероника Харт - Митчелл Спинелли - The Mitchell Brothers - Ник Мэннинг - Nikki Knights - Нина Хартли - Noel Bloom - Она Зи - Пол Томас - Питер Норт - Порше Линн - Radley Metzger - Рэнди Уэст - Raven Richards - Raven Touchstone - Reb Sawitz - Richard Bolla - Richard Mailer - Rick Savage - Роберт Маккаллум - Рон Джереми - Ron Vogel - Алекс де Ренци - Эмбер Линн - Эндрю Блейк - Аннетт Хэвен - Энтони Спинелли - Arthur Morowitz - Бритт Морган - Брюс Севен - Бак Адамс - Барбара Дэр - Бионка - Эшлин Гир 1996 - Азия Каррера 2001 - Аксель Браун 2011 - Бэмби Вудс 1998 - Барретт Блэйд 2014 - Barry Wood 2004 - Бен Инглиш 2014 - Bob Chinn 1999 - Bob Vosse 2001 - Bobby Rinaldi 2014 - Брэд Армстронг 2004 - Бриана Бэнкс 2009 - Бриджит Керков 2011 - Бриттани Эндрюс 2008 - Bud Lee 2001 - Банни Блью 1997 - Byron Long 2010 - C.J. Laing 2005 - Кандида Ройэлл - Кара Лотт 2006 - Карина Коллинз 1998 - Carter Stevens 2009 - Cash Markman 2006 - Cecil Howard - Charlie Brickman - Чейси Лейн 2003 - Chelsea Manchester 1998 - Chi Chi LaRue - Chloe 2006 - Chris Charming 2010 - Кристоф Кларк 2002 - Кристи Каньон - Clive McLean 2001 - Colin Rowntree 2011 - Констанс Мани 1998 - The Dark Brothers 1996 - Дэйв Каммингс 2007 - Дэйв Хардман 2003 - David Christopher - Деби Даймонд 1993 - Деидре Холлэнд 1999 - Дезри Кусто 1997 - Девон 2010 - Dick Witte 1997 - Доминик Симоне 2007 - Don Fernando 2004 - Dorothy LeMay 1998 - Duck Dumont 1997 - Дианна Лаурен 2008 - Earl Miller 2001 - Эрик Эдвардс - Эрик Мастерсон 2014 - Эрика Бойер - Эван Стоун 2011 - Фелесиа 2003 - Франческа Ли 2005 - Frank and Michael Koretsky 2009 - Fred J. Lincoln - Gail Force 1997 - Джорджина Спелвин - Джерард Дамиано - Джиа Дарлинг 2011 - Джина Линн 2010 - Джинджер Линн - Глория Леонард - Guy DiSilva 2009 - Harold Lime - Гарри Римс - Хизер Хантер 2003 - Анри Пашар - Хершел Сэвадж - Honey Wilder 2001 - Хьюстон 2004 - Howard Farber - Howie Klein and Al Bloom 2009 - Гипатия Ли - Jace Rocker 1998 - Jack Remy 2006 - Джада Файер 2011 - Jake Jacobs 2008 - Джеймс Авалон 2005 - Джеми Гиллис - Jane Waters 1998 - Janet Jacme 2006 - Джанин Линдмалдер 2002 - Janus Rainer - Жасмин Сэнт-Клэр 2011 - Jay Ashley 2008 - Джинна Файн 1997 - Дженни Пеппер 1997 - Джефф Страйкер - Дженна Джеймсон 2006 - Дженнифер Уэллс - Джесси Джейн 2013 - Джессика Дрейк 2010 - Jerome Tanner 2006 - Джерри Батлер 1998 - Jerry Steven Winkle 1997 - Джесси Сент-Джеймс - Джуэл Де'Найл 2009 - Джилл Келли 2003 - Jim Holliday - Jim Malibu 2004 - Jim Powers 2005 | - Джим Саут 1995 - Joani Blank 2011 - Джои Силвера - John T. Bone 2001 - Джон Холмс - Джон Лесли - Джон Стальяно 1997 - John Seeman 2007 - Johnnie Keyes 2004 - Jon Dough 1998 - Джонатан Морган 2003 - Джулия Энн 2004 - Julian Harvey-Wasmund 2008 - Julian St. Jox 2003 - Джульет Андерсон - Кейтлин Эшли 2001 - Кэти Морган 2013 - Katsuni 2014 - Карен Диор 1995 - Кей Паркер - Кейша 1998 - Келли Николс 1995 - Ken Gibb 1997 - Kenneth Guarino 2008 - Kim Christy - Kirdy Stevens 2003 - Кайл Стоун 2007 - Кайли Айрлэнд 2005 - Ларри Флинт - Лесли Бови - Лексингтон Стил 2009 - Лиза Энн 2009 - Лиза Де Лиу - Loni Sanders - Luc Wylder 2009 - Линн Лемей 2006 - Мэдисон Стоун 2003 - Mai Lin 2005 - Мануэль Феррара 2013 - Марк Уаллис - Мэрилин Чэмберс - Martin Rothstein 2008 - Marty Tucker 2011 - Mark Davis 2003 - Марк Вуд 2010 - Макс Хардкор 2004 - Мидори 2009 - Michael Morrison - Майкл Нинн 2002 - Майкл Рэйвен 2008 - Майкл Стефано 2010 - Mickey G 2006 - Майк Хорнер - Саманта Стронг 1995 - Шери Сент-Клер 1995 - Robert Bullock 1995 - Scotty Fox 1995 - Шон Майклс 1995 - Nikki Randall 1995 - Тори Уэллс 1996 - Роберт Керман 1997 - Виктория Пэрис 1997 - Michael Carpenter 1997 - Roy Karch 1998 - Paul Norman 1998 - Рене Бонд 1998 - Луис Эйрс 1998 - Сьюз Рэндолл 1999 - Richard Pacheco 1999 - Тами Монро 1999 - Patti Rhodes 1999 - Никки Чарм 1999 - Lasse Braun 1999 - Энни Спринкл 1999 - Тиффани Майнкс 2001 - Сансет Томас 2001 - Шейла Лаво 2001 - Sam Xavier 2001 - Тианна 2002 - Саманта Фокс 2002 - Рокко Сиффреди 2002 - Ракель Дэрриан 2002 - Рэнди Спирс 2002 - Пи Джей Спаркс 2002 - Patrick Collins 2002 - Missy 2002 - Тери Вайгель 2003 - Тони Тедески 2003 - T. T. Boy 2003 - Алекс Сандерс 2003 - Ронда Джо Петти 2004 - Мисти Рэйн 2004 - Алишия Рио 2004 - Тейлор Уэйн 2005 - Стивен Сент-Круа 2005 - Серенити 2005 - Сеймор Баттс 2005 - Шейн 2005 - Rod Fontana 2005 - Steve Hatcher 2006 - Стефани Свифт 2006 - Rodney Moore 2006 - Nick East 2006 - Винс Войер 2007 - Тейлор Хейз 2007 - Табита Стивенс 2007 - Сидни Стил 2007 - Селена Стил 2007 - Rick Masters 2007 - Ребекка Барду 2007 - Phil Harvey 2007 - Ники Стерлинг 2007 - Teddy Rothstein 2008 - Tasha Voux 2008 - Skye Blue 2008 - Руби 2008 - Raylene 2008 - Александра Силк 2008 - Энджел Келли 2008 - Анджела Саммерс 2008 - Тера Патрик 2009 - Wesley Emerson 2009 - Tim Lake 2009 - Steve Toushin 2009 - Mr. Marcus 2009 - Jerry Steven Winkle 2010 - Тони Рибас 2010 - Stoney Curtis 2010 - Рейчел Девайн 2010 - Nicholas Steele 2010 - Steve Orenstein 2011 - Tim Valenti 2011 - Susan Colvin 2011 - Синнамон Лав 2011 - Sonny Malone 2011 - Саванна Сэмсон 2011 - Russell Hampshire 2011 - Scott St. James 2011 - Ron Braverman 2011 - Джулс Джордан 2011 - Пэт Майн 2011 - Mike Moran 2011 - Майлз Лонг 2011 - Mitch Farber 2011 - Белладонна 2011 - Ben Dover 2011 - Анна Мале 2012 - Ваниити 2013 - Ванесса Блу 2013 - Шай Лав 2013 - Ребекка Лорд 2013 - Мэри Кэри 2013 - Анна Малле 2013 - Тейлор Сент-Клэр 2014 - Венди Уильямс 2014 - Сторми Дэниэлс 2014 - Мелисса Хилл 2014 - Mr. Pete 2014 - Mike John 2014 - Карен Саммер 2015 - Алана Эванс 2015 - Эли Кросс 2015 - Кейлени Леи 2015 - Келли Мэдисон 2015 - Уилл Райдер 2015 - Rayveness 2015 - Джоанна Джет 2015 - Джон Стронг 2016 - Вики Ветте 2016 - Никита Дениз 2016 - Кристиан XXX 2017 - Мик Блу 2017 - Эйден Старр 2018 | - Аса Акира 2019 - Габриэль Анекс (Gabrielle Anex) 2019 - Лекси Белл 2019 - Фрэнк Бакквид (Frank Bukkwyd) 2019 - Maestro Claudio 2019 - Кики Д’Эйр 2019 - Dirty Harry 2019 - Ed Hunter 2019 - Кайден Кросс 2019 - Мики Линн (Micky Lynn) 2019 - Рамон Номар 2019 - Серена 2019 - Марк Стивенс (Marc Stevens) 2019 - Мисти Стоун 2019 - Индия Саммер 2019 - Bernard Braunstein и Ed Braunstein 2019 - Renae Orenstein-Englehart 2019 - Jim Kohls 2019 - Nick Chrétien 2019 - Stan Fiskin 2019 - Mitch Fontaine 2019 2020 - Билл Бейли - Энджел Дарк - Кианна Диор - Никки Хантер - Елена Йенсен - Карла Лэйн - Санни Лэйн - Маркус Лондон - Брэнди Лав - L.T. - Джианна Майклз - Тони Монтана - Лоран Скай - Роб Спаллоне - Шарлотта Стокли - Фаррелл Хирш - Гленн Кинг - Дэйв Пескин - Энди Вуллмер - Рубин Готтесман 2021 - Шанель - Дэвид Перри - Ди - Дерек Дозер - Дайана Дево - Эдди Пауэлл - Эрнест Грин - Джордж Уль - Джентил - Лонг Джинн Сильвер - Мэри Лав - Мэйсон - Сэл Дженоа - Тристан Сигал - Тайлер Найт - Дэвид Даймонд - Джои Габра - Льюис Адамс - Майк Моз - Сэм Раковски 2022 - Алексис Тексас - Чарльз Дера - Деррик Пирс - Грегори Дорсель - Индия Морель - Джеки Уайт - Дзиро Такасима - Джулиус «JFK» Кедвесси - Джастин Слейер - Кейран Ли - Кристина Роуз - Лейси Дюваль - Леа Лексис - Майкл Клейн - Наоми Банкс - Феникс Мари - Рэйчел Старр - Роберт Блитт - Райан Коннер - Томми Пистол - Тори Блэк 2023 - Питер Акуэрт - Марко Бандерас - Джина Каррера - Дик Чибблз - Фокси - Саша Грей - Айвен - Кендра Джеймс - Марк Крамер - Айс Ла Фокс - Джек Лоуренс - Энджел Лонг - Пинки - Джон Пол «Папа» - Аннетт Шварц - Джонни Синс - Вильма Джинокки - Дрю Розенфельд - Бонни Файнголд - Джастин Росс - Грег Дюма - Шон Кристиан 2024 - Джей Аллан - Ник Эндрюс - Джонни Кастл - Майкл Чепмен - Ник Крамер - Дэнни Ди - Никки Дайэл - Мэтт Холдер - Одри Холландер - Холли Рэндолл - Шон Ривера - Синн Сэйдж - Хиллари Скотт - Шей Сайтс - Дезри Уэст - Гарион Холл - Джимми Джеймс - Роберт Пларски - Ким Эйрс - Филлис Хеппеншталль - Карен и Барри Мейсоны - Кенни Би - Джон-Майкл Д’Аркаджело 2025 - Эбони Айс - Бак Энджел - Софи Ди - Оливия Дель Рио - Шейн Дизель - Кэгни Линн Картер - Тиффани Миллион - Кевин Мур - Скотт Нейлс - Тексас Патти - Райли Рид - Эйден Райли - Райли Стил - Келли Уэллс - Лесли Уинстон - Фран Амидор - Крис Кейн - Марк Шехтер - Грегг Хаскелл - Линн Суонсон - Питер ван Арле и Джефф Ванцетти - Скотт Коффман и Джей Страуд |  |

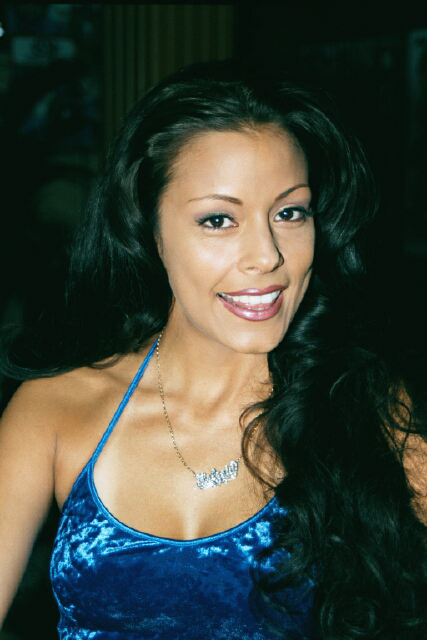
Felecia

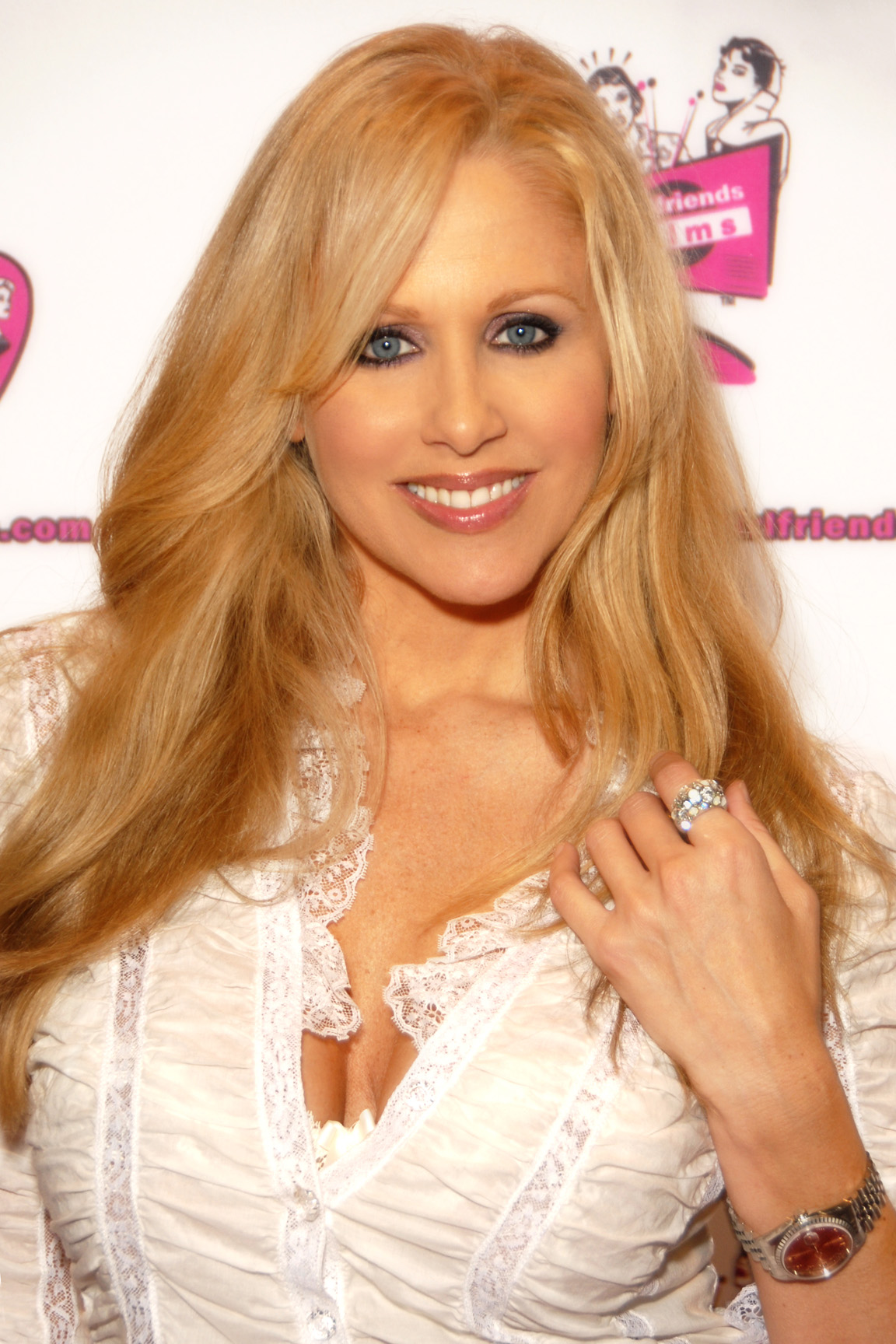
Джулия Энн

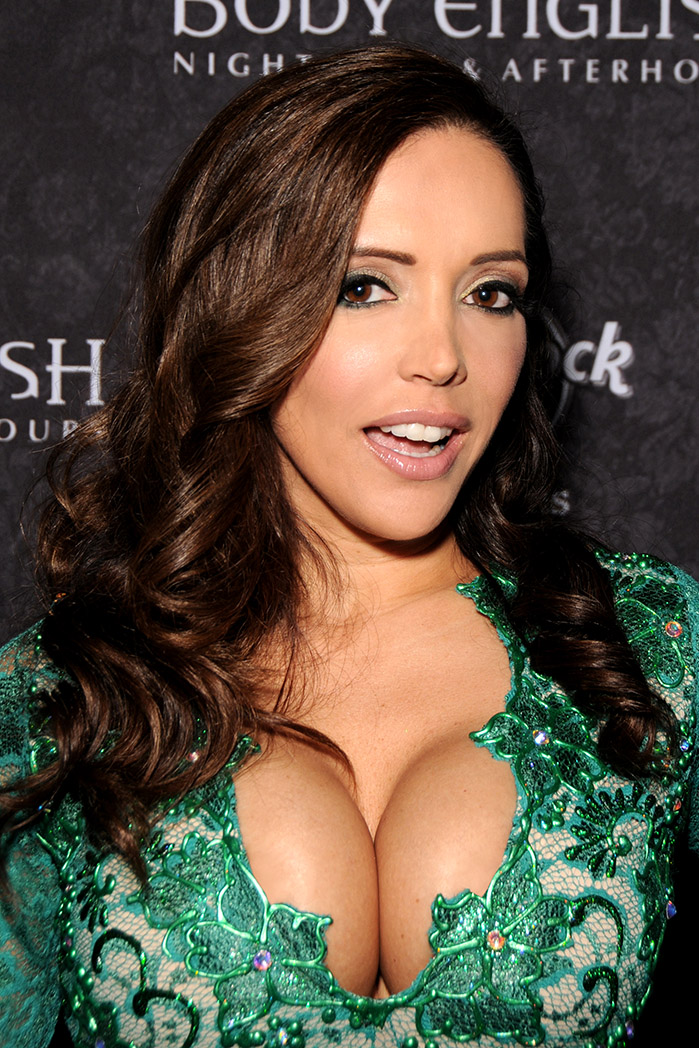
Франческа Ли

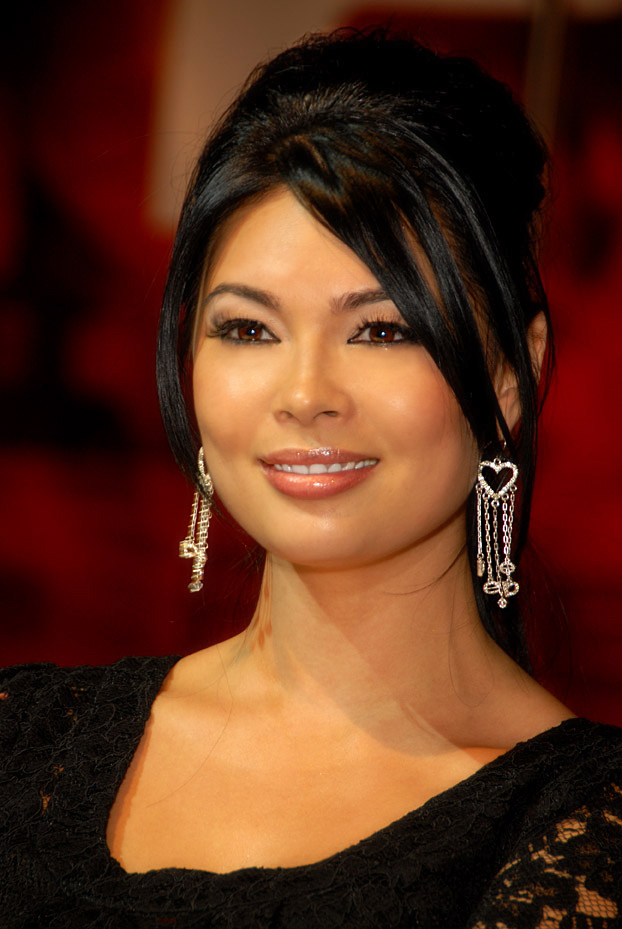
Тера Патрик

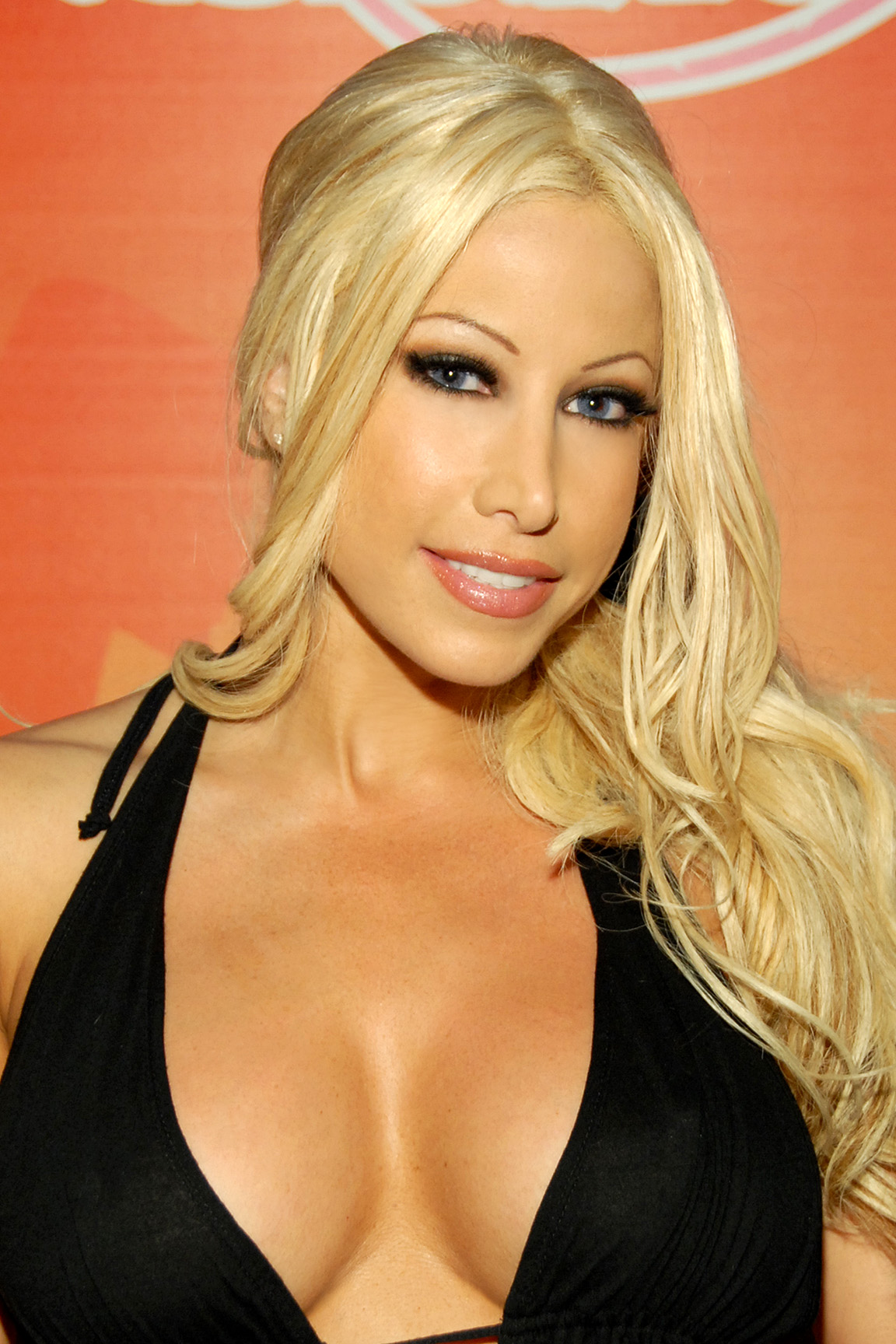
Джина Линн

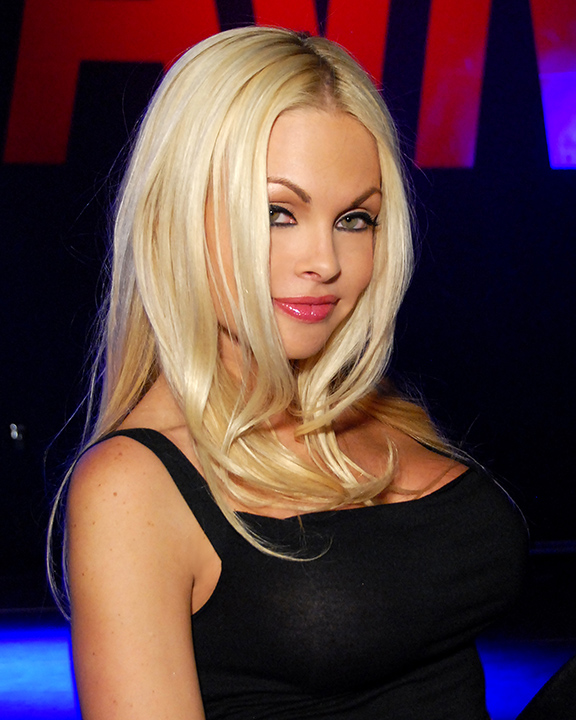
Джесси Джейн

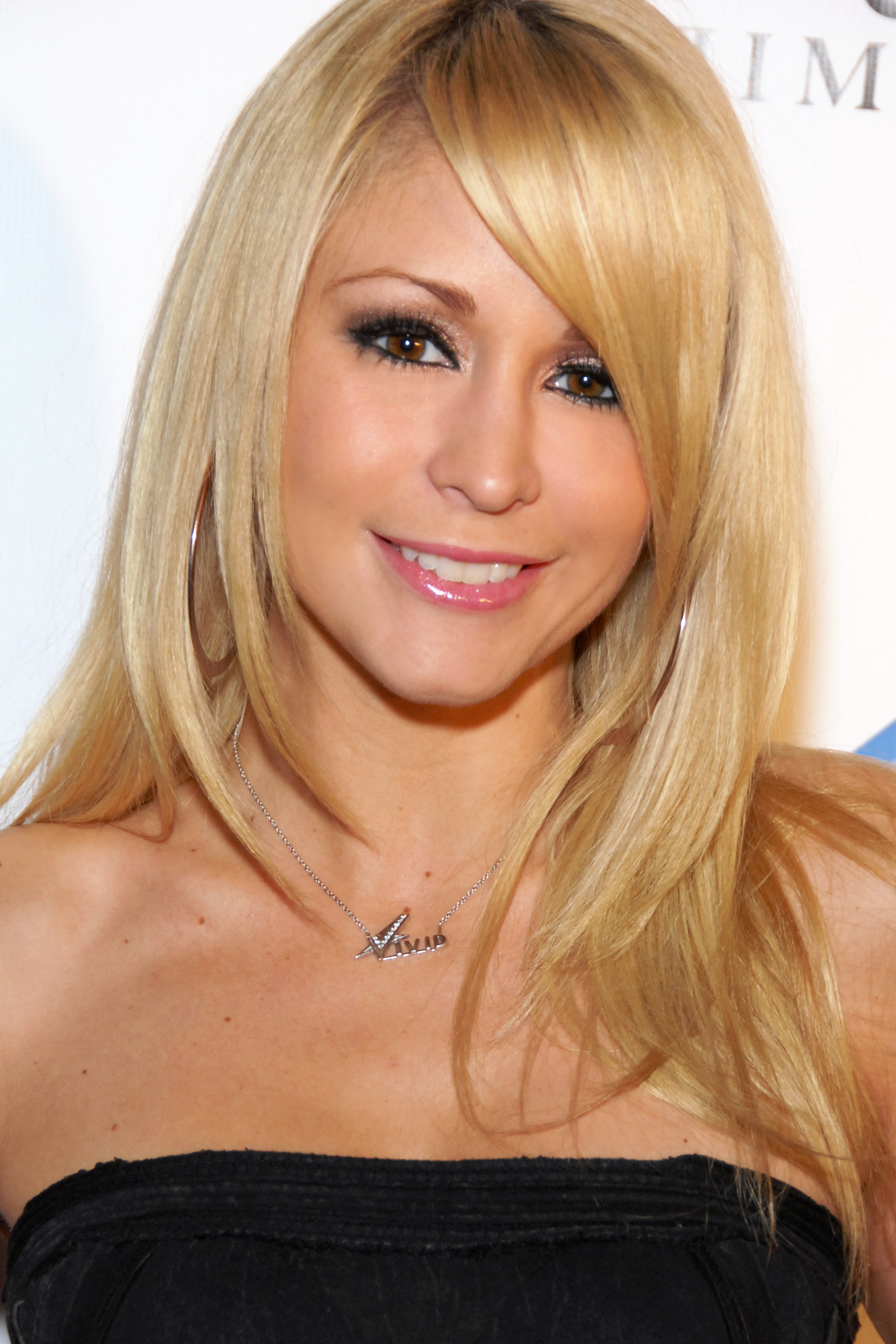
Моник Александер

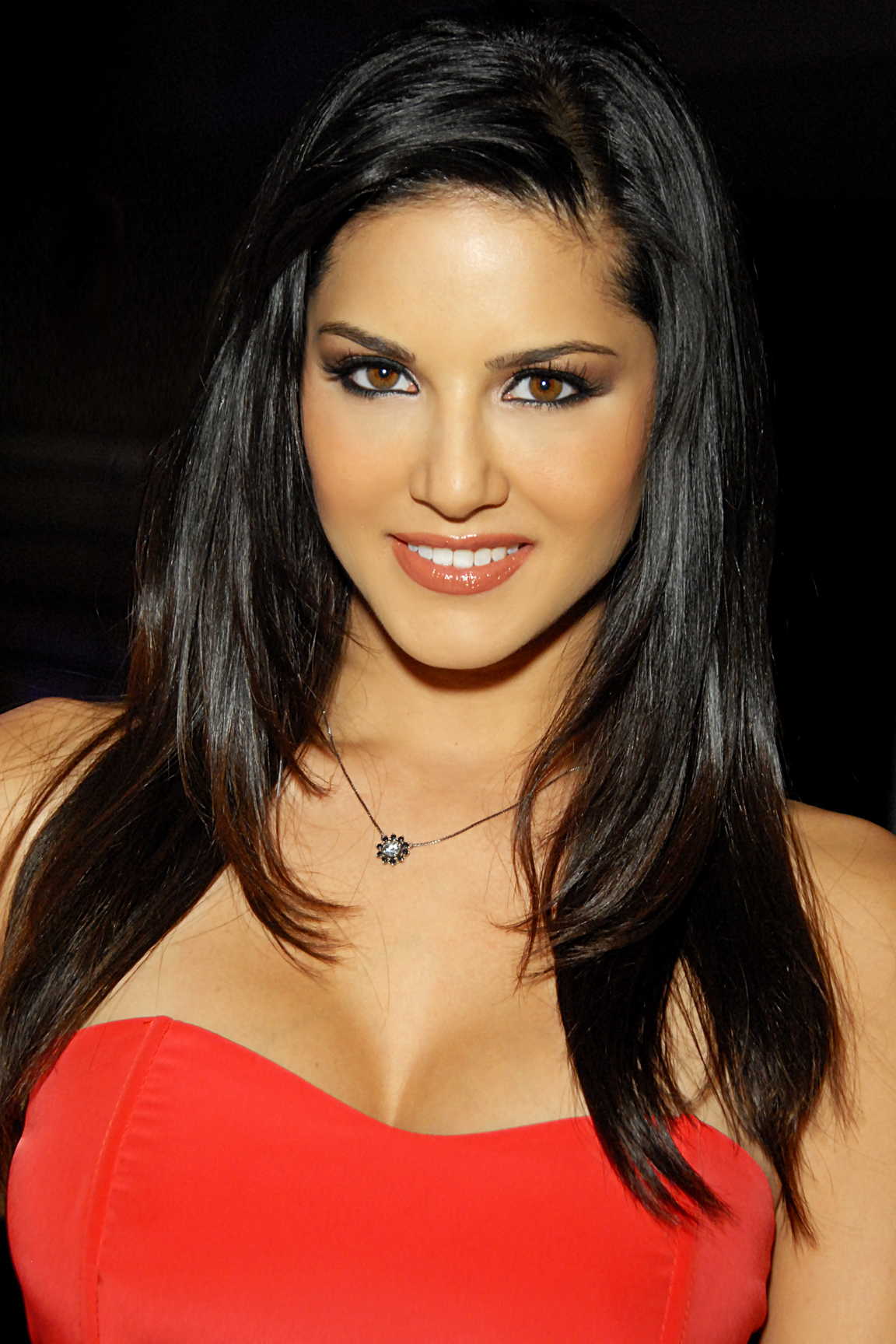
Санни Леоне